# Resolutie 182 Veiligheidsraad Verenigde Naties
Resolutie 182 van de Veiligheidsraad van de Verenigde Naties werd
unaniem aangenomen op 4 december 1963 door de
VN-Veiligheidsraad.

## Inhoud
De Veiligheidsraad:
- Heeft het rassenconflict in Zuid-Afrika ten gevolge van de apartheidspolitiek overwogen.
- Herinnert aan de voorgaande resoluties van de Veiligheidsraad en de Algemene Vergadering over de rassenpolitiek in Zuid-Afrika, in het bijzonder resolutie 181.
- Heeft het rapport van de secretaris-generaal overwogen.
- Betreurt de weigering om zich naar deze resolutie te schikken.
- Waardeert de antwoorden van de lidstaten op de vraag van de Secretaris-Generaal in verband met paragraaf °3 van die resolutie.
- Verwijst naar het rapport van het Speciaal Comité over de Politiek van Apartheid in Zuid-Afrika.
- Is erg tevreden over de brede steun voor resolutie 1881(XVIII) van de Algemene Vergadering.
- Houdt rekening met de ernstige bezorgdheid van de lidstaten.
- Is ervan overtuigd dat de situatie de internationale vrede en veiligheid verstoort en veroordeelt de rassendiscriminatie die in strijd is met het Handvest van de Verenigde Naties.
- Erkent de noodzaak om de discriminatie op basis van ras, geslacht, taal en godsdienst te beëindigen.
- Is ervan overtuigd dat de apartheid niet menswaardig is en dat op vreedzame wijze een alternatief moet worden gevonden.

1. Roept alle landen op zich te houden aan resolutie 181.
2. Vraagt Zuid-Afrika om dringend de discriminatie en repressie stop te zetten.
3. Veroordeelt dat Zuid-Afrika zich niet aan de eerdere resoluties houdt.
4. Vraagt nogmaals om opgesloten opponenten van de apartheid vrij te laten.
5. Roept alle landen op geen wapens aan Zuid-Afrika te verkopen of leveren.
6. Vraagt de Secretaris-Generaal met een groep experts naar een vreedzame oplossing te zoeken.
7. Nodigt Zuid-Afrika uit hieraan mee te werken.
8. Vraagt de Secretaris-Generaal om de situatie verder op te volgen, te rapporteren over de ontwikkelingen en ten laatste op 1 juni 1964 te rapporteren over de uitvoering van deze resolutie.

## Verwante resoluties
- Resolutie 134 Veiligheidsraad Verenigde Naties
- Resolutie 181 Veiligheidsraad Verenigde Naties
- Resolutie 190 Veiligheidsraad Verenigde Naties
- Resolutie 191 Veiligheidsraad Verenigde Naties

Lijst ·  178 ·  179 ·  180 ·  181 ·  182 ·  183 ·  184 ·  185